# IC4
O IC 4 será um itinerário complementar de Portugal. 
Hoje em dia está incluído na autoestrada   A 22 , entre Faro e Lagos, incluindo um sublanço em formato de via rápida entre a EN125, em Almancil e a   A 22  na saída Loulé Sul.
Está ainda em projeto o prolongamento da actual auto-estrada   A 22  (Lagos - Vila Real de Santo António/Espanha), também conhecida como Via do Infante, para noroeste, servindo localidades como Aljezur, Odeceixe, Zambujeira do Mar, etc. até terminar em Sines.
Devido ao facto de o troço Lagos-Odemira passar pelo Parque Natural, este poderá ser cancelado, algo que descontentou a população dos concelhos da Costa Vicentina. Caso seja cancelado o projeto, este troço será construído em perfil de EN.

## Estado dos troços
| Troço                   | Situação                                  |
| ----------------------- | ----------------------------------------- |
| Almancil (EN125) - A 22 | Em serviço (1992)                         |
| Loulé Sul - Bensafrim   | Em serviço como parte da autoestrada A 22 |
| Bensafrim - Odemira     | Possibilidade de cancelamento do projeto  |
| Odemira - Sines         | Em projeto (longo prazo)                  |